# Panellenio Protathlema 1954-1955
La Panellenio Protathlema 1954-1955 è stata la 19ª edizione del campionato di calcio greco conclusa con la vittoria dell'Olympiacos Pireo, al suo undicesimo titolo.
Capocannoniere del torneo fu Filippos Asimakopoulos (Panathīnaïkos) con 8 reti.

## Formula
Le squadre partecipanti disputarono una prima fase a carattere regionale.
Furono ammesse alla finale nazionale sei club che disputarono un girone di andata e ritorno per un totale di 10 partite.
Alla vincente venivano assegnati 3 punti, due al pareggio e uno in caso di sconfitta.

## Squadre partecipanti
| Squadra          | Città     | Stadio |
| ---------------- | --------- | ------ |
| Apollōn Smyrnīs  | Atene     |        |
| Olympiacos       | Il Pireo  |        |
| Olympiakos Volos | Volos     |        |
| Panaitōlikos     | Agrinio   |        |
| Panathīnaïkos    | Atene     |        |
| PAOK             | Salonicco |        |

## Classifica girone finale
|                   | Pos. | Squadra          | Pt | G  | V | N | P | GF | GS | DR  |
| ----------------- | ---- | ---------------- | -- | -- | - | - | - | -- | -- | --- |
| Grecia (bandiera) | 1.   | Olympiacos       | 29 | 10 | 9 | 0 | 1 | 28 | 9  | +19 |
|                   | 2.   | Panathīnaïkos    | 25 | 10 | 7 | 1 | 2 | 29 | 10 | +19 |
|                   | 3.   | Apollōn Smyrnīs  | 22 | 10 | 6 | 0 | 4 | 18 | 15 | +3  |
|                   | 4.   | PAOK             | 20 | 10 | 5 | 0 | 5 | 21 | 13 | +8  |
|                   | 5.   | Olympiakos Volos | 11 | 10 | 1 | 0 | 9 | 9  | 29 | -20 |
|                   | 6.   | Panaitōlikos     | 11 | 10 | 1 | 0 | 9 | 6  | 35 | -29 |

Legenda:

      Campione di Grecia
Note:

Tre punti a vittoria, due a pareggio, uno a sconfitta.

### Verdetti
- Olympiakos Pireo campione di Grecia

## Marcatori
| Gol |  |  | Giocatore              | Squadra         |
| --- |  |  | ---------------------- | --------------- |
| 8   |  |  | Filippos Asimakopoulos | Panathīnaïkos   |
| 7   |  |  | Michalis Sofianos      | Panathīnaïkos   |
| 7   |  |  | Jiorgos Kamaras        | Apollōn Smyrnīs |
| 7   |  |  | Īlias Yfantīs          | Olympiacos      |